# Philemon inornatus
El filemón de Timor o filemón descolorido (Philemon inornatus) es una especie de ave paseriforme de la familia Meliphagidae endémica de la isla de Timor.